# Wiertarka udarowa

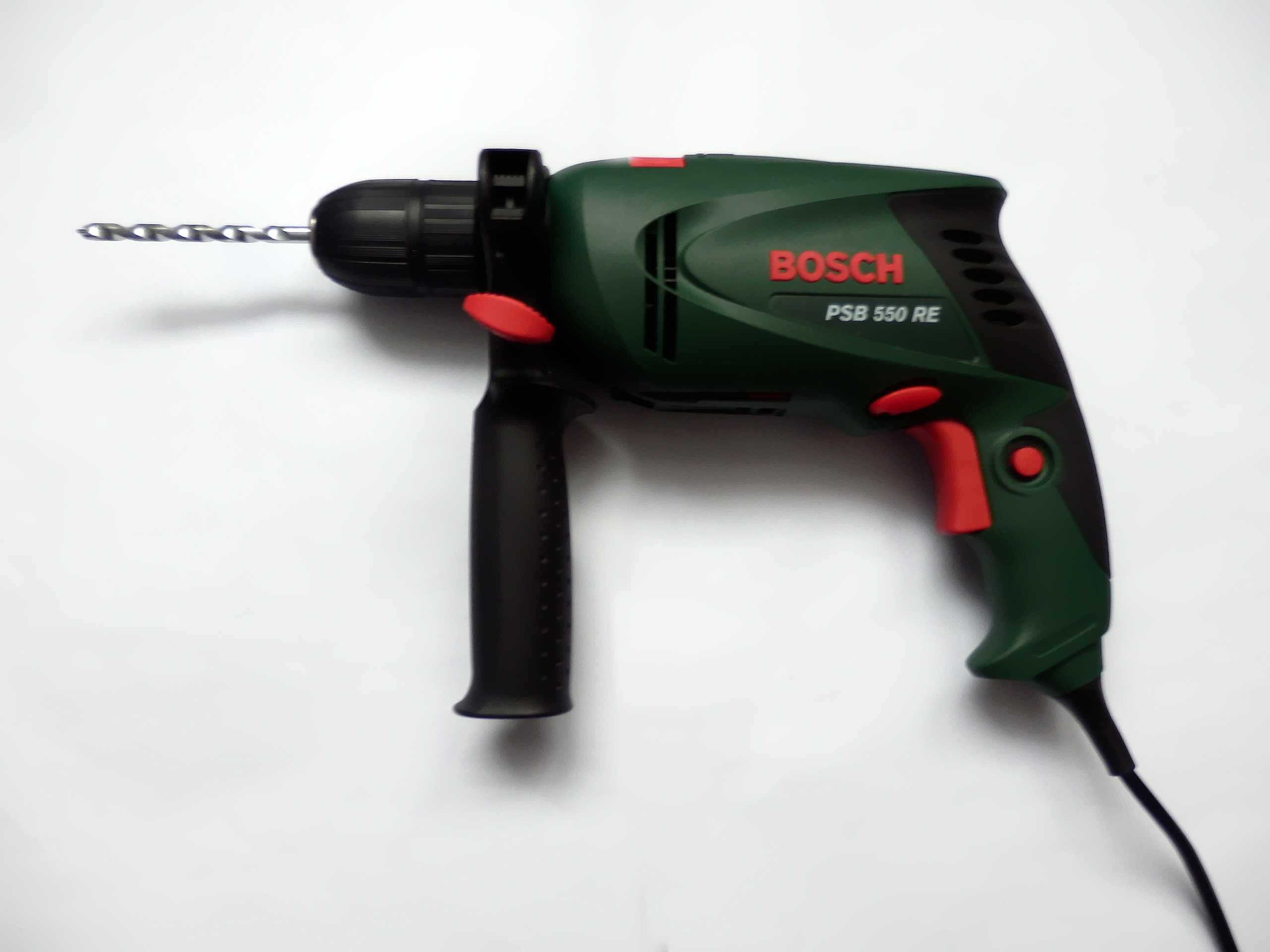
Wiertarka udarowa Bosch z założonym wiertłem widiowym

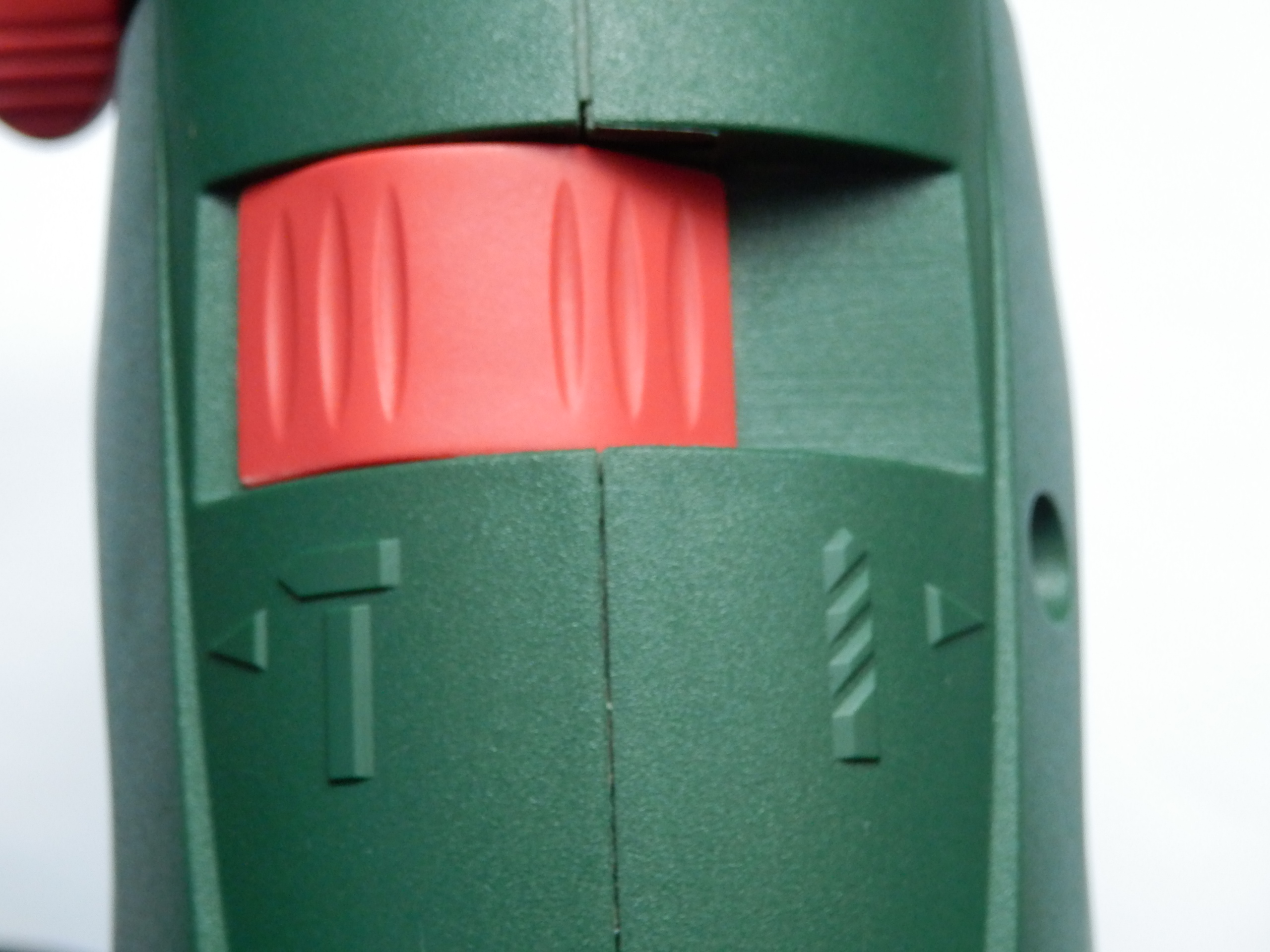
Przełącznik wiercenia z udarem/wiercenia bez udaru w wiertarce udarowej

Wiertarka udarowa – rodzaj wiertarki ręcznej, w której istnieje możliwość uruchomienia mechanizmu udarowego w celu wiercenia w twardych materiałach. Takie elektronarzędzia zwykle są zasilane prądem elektrycznym o napięciu 230 V, jednakże istnieją także wersje bezprzewodowe (tj. zasilane z akumulatora).

## Rodzaje udarów w wiertarkach udarowych
W małych kompaktowych wiertarkach udarowych często występuje mechanizm zębatkowy lub ślimakowy. Zębatki obracają się w przeciwne strony wytwarzając udary. W innych modelach występuje inny mechanizm. Wprawiony w obroty ślimak wykonuje dodatkowo ruch posuwisto-zwrotny (udary). W małych wiertarkach częstotliwość udarów jest większa (do 48 000 udarów na minutę), przez co można ją odróżnić od młotowiertarek po charakterystycznym dźwięku. Energia tak wytworzonych udarów jest niewielka (mniej niż 1 J), przez co długotrwała obróbka betonu jest uciążliwa bądź niemożliwa. Warto użyć wtedy cięższego sprzętu.
Rzadko wiertarki udarowe są wyposażone w udar elektropneumatyczny, występuje on raczej w młotowiertarkach i młotach udarowych.

## Używanie wiertarek udarowych
Do wiercenia z udarem używa się wyłącznie specjalnych wierteł z końcówką z węglików spiekanych (tzw. wiertła widiowe, wiertła murarskie). Taka końcówka (widia) jest odporna na obciążenia i udary. Z udarem wierci się beton, cegły i kamień. Przy wierceniu ważne jest zwracanie uwagi na głębokość wierconego otworu, odpowiedni nacisk i wyjmowanie wiertła podczas wiercenia w celu usunięcia pyłu z otworu. Umożliwi to sprawne i prawidłowe wiercenie otworu.

## Zagrożenia
Wiertarka, jak każde narzędzie, ciągnie za sobą ryzyko okaleczenia. Poza ryzykiem przewiercenia ciała, można uszkodzić sobie słuch – wiertarka udarowa podczas pracy wytwarza hałas o natężeniu nawet 100 decybeli. Należy używać środków ochrony słuchu. Istnieje również prawdopodobieństwo, że odłamek materiału wpadnie do oka i uszkodzi jego powierzchnię – należy również chronić oczy. Poza tym można zostać porażonym prądem elektrycznym lub spowodować zalanie pomieszczenia, ze względu na ryzyko przewiercenia instalacji podtynkowych.